# Re 4/4 I
Les Re 4/4I sont des locomotives électriques des chemins de fer fédéraux suisses, entrées en service entre 1946 et 1951, et retirées entre 1996 et 1998.

## Historique
À la fin de la seconde guerre mondiale, les CFF devaient moderniser leur parc pour le trafic voyageurs de plaine afin de remplacer les Ae 3/6I qui dataient des années 1920. Pour ce type de locomotive d'un genre nouveau, un cahier des charges avait été établi avec certains critères très précis. Celle-ci devaient pouvoir, entre autres
- Circuler plus rapidement dans les courbes comme l'Ae 4/4 du BLS.
- Remorquer des trains de 300 tonnes sur des rampes de 12 pour mille à une vitesse de 110 km/h.
- Freiner des trains de 300 tonnes sur des rampes 38 pour mille.
- Remorquer des trains de 460 tonnes sur des rampes de 10 pour mille à une vitesse de 75 km/h.

Par expérience des Ae 4/4 du BLS, c'est le type Bo' Bo' qui a été adopté.

## Construction
Pour la partie mécanique, la construction a été confiée à la Société suisse de construction de locomotives et de machines (SLM) à Winterthour et pour la partie électriques aux Constructions mécaniques Oerlikon (MFO), Brown, Boveri & Cie (BBC) à Baden et à la Société anonyme des ateliers de Sécheron (SAAS) à Genève. Une première série numérotée de 401 à 426 a été livrée de 1946 à 1948 et la seconde numérotée de 427 à 450 a été de 1950 à 1951. Entre les années 1958 et 1960, elles ont été renumérotées de 10001 à 10050.
La première locomotive a été mise en service aux CFF le 26 janvier 1946.

## Mise en service

### Première série
- 401-406 (10001-10006) - du 22 janvier 1946 au 26 juin 1946
- 407–416 (10007–10016) - du 17 septembre 1946 au 17 avril 1947
- 417–426 (10017–10026) - du 31 mai 1948 au 18 novembre 1948

### Deuxième série
- 427–450 (10027–10050) - du 25 avril 1950 au 2 novembre 1951

## Spécifications

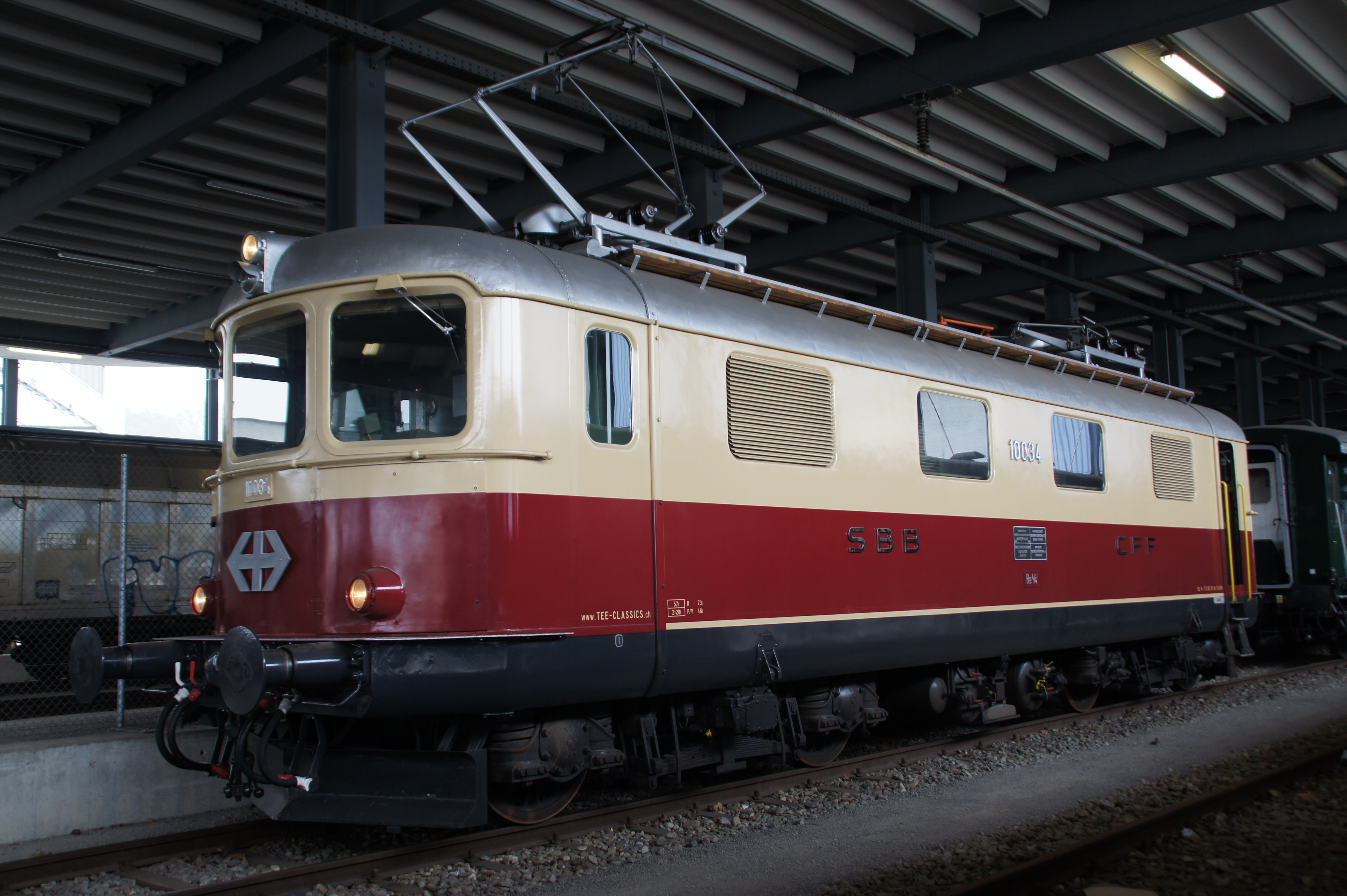
Re 4/4I 10034 TEE

La première livrée comporte des portes frontales équipées de soufflets, ainsi qu'une contre-allée, pour permettre le transit des voyageurs lorsque celle-ci était intégrée à des trains navettes et ces locomotives furent toutes équipées de la commande multiple. Les 24 autres machines n'avaient pas de portes frontales et ne possédaient pas la commande multiple.
Pour la première fois, les chemins de fer fédéraux ont décidé d’apposer sur les côtés les initiales de la compagnie SBB - CFF.
À leurs livraisons, toutes les locomotives étaient vertes, mais des essais de peinture furent faites par les CFF. Le 19 septembre 1955, la no 416 reçut une peinture vert clair, la même teinte qui fut utilisée pour les Ae 8/14. Jugée trop salissante, ce fut le 14 décembre 1957 qu'elle reprit sa couleur d'origine. Une nouvelle expérience fut faite sur la no 409 et celle-ci fut alors peinte en bleu cobalt. Elle a arboré cette couleur jusqu'au 17 juillet 1959. À la suite de l'arrivée des Re 4/4II en 1964, elles devinrent alors Re 4/4I

### Traction des Trans-Europ-Express
Dès le 30 mai 1965, le TEE Rheingold relie Genève au reste de l'Europe. Les Re 4/4I se sont révélées idéales pour tracter ce train de prestige. Initialement, seule une cocarde TEE orne les faces frontales des Re 4/4I du dépôt de Lausanne qui restent vertes. Le 9 février 1971, l'accident du TEE Bavaria à Aitrang provoque la destruction d'une des cinq rames RAm/DE-IV, obligeant les CFF et la Deutsche Bundesbahn à déléguer au TEE Bavaria une rame tractée par une locomotive. Une Re 4/4II « Lindau-Lok » s'attela initialement à la tâche, puis de septembre 1971 à juin/août 1972, la 10036 fut équipée sur le pantographe I d'une palette large (1 950 mm) correspondant aux normes DB et ÖBB pour être utilisées sur le tronçon St.Margrethen - Bregenz - Lindau. De cette manière, on évitait un changement de véhicule moteur à St.Margrethen, coûteux en temps et qui ne remplace pas celui de Lindau, obligatoire par le fait que ce soit une gare en cul-de-sac et que la suite du voyage vers Munich s'effectue sur une voie dépourvue de caténaire. À noter que les 10036 et 10037 eurent déjà été équipées d'une palette large dans le même but entre 1960 et 1967.
En 1972, les locomotives 10033, 10034, 10046 et 10050 furent parées de la célèbre livrée TEE, bordeaux et crème, pour tracter ces deux Trans-Europ-Express. Deux d'entre elles, les 10046 et 10050 basées au dépôt de Bienne, furent attribuées au Rheingold ; les deux autres, 10033 et 10034, basées à Winterthour, étaient dévolues au Bavaria et reçurent une palette large sur le pantographe I.
Le Bavaria circule pour la dernière fois comme TEE en date du 21 mai 1977 ; les 10033 et 10034 furent normalisées par le remplacement de leur palette DB par une palette CFF de 1 320 mm. Un an plus tard, elles furent mutées au dépôt de Berne, rejoignant leurs sœurs 10046 et 10050 qui arrivèrent de Bienne quelques mois plus tôt. Dorénavant, le Rheingold sera tracté par les quatre locomotives basées à Berne, pendant cinq ans avant qu'il ne soit limité à Basel SBB. À partir du 23 mai 1982, les Re 4/4I n'assurent plus de services TEE ; la 10046 fut repeinte en vert sapin en 1983, les 10033 et 10034 en rouge en 1987 lors de leur grande révision R3, et la 10050 gardera sa robe bordeaux/crème jusqu'à sa démolition en 1997.

## Retrait
C'est entre les années 1996 et 1998 que les Re 4/4I ont été retirées du service. Six exemplaires ont cependant été vendus à Swiss Classic Train qui elle-même a revendu quatre exemplaires à la défunte Mittelthurgaubahn (de) (MThB). Deux de ses locomotives sont devenues la propriété de Rail4Captrain et portent les numéros Re 416 626 et 627. Trois autres ont été vendues en Allemagne, dont deux au musée ferroviaire de Darmstadt-Kranichstein (de) et un à un citoyen privé.

### Locomotives préservées

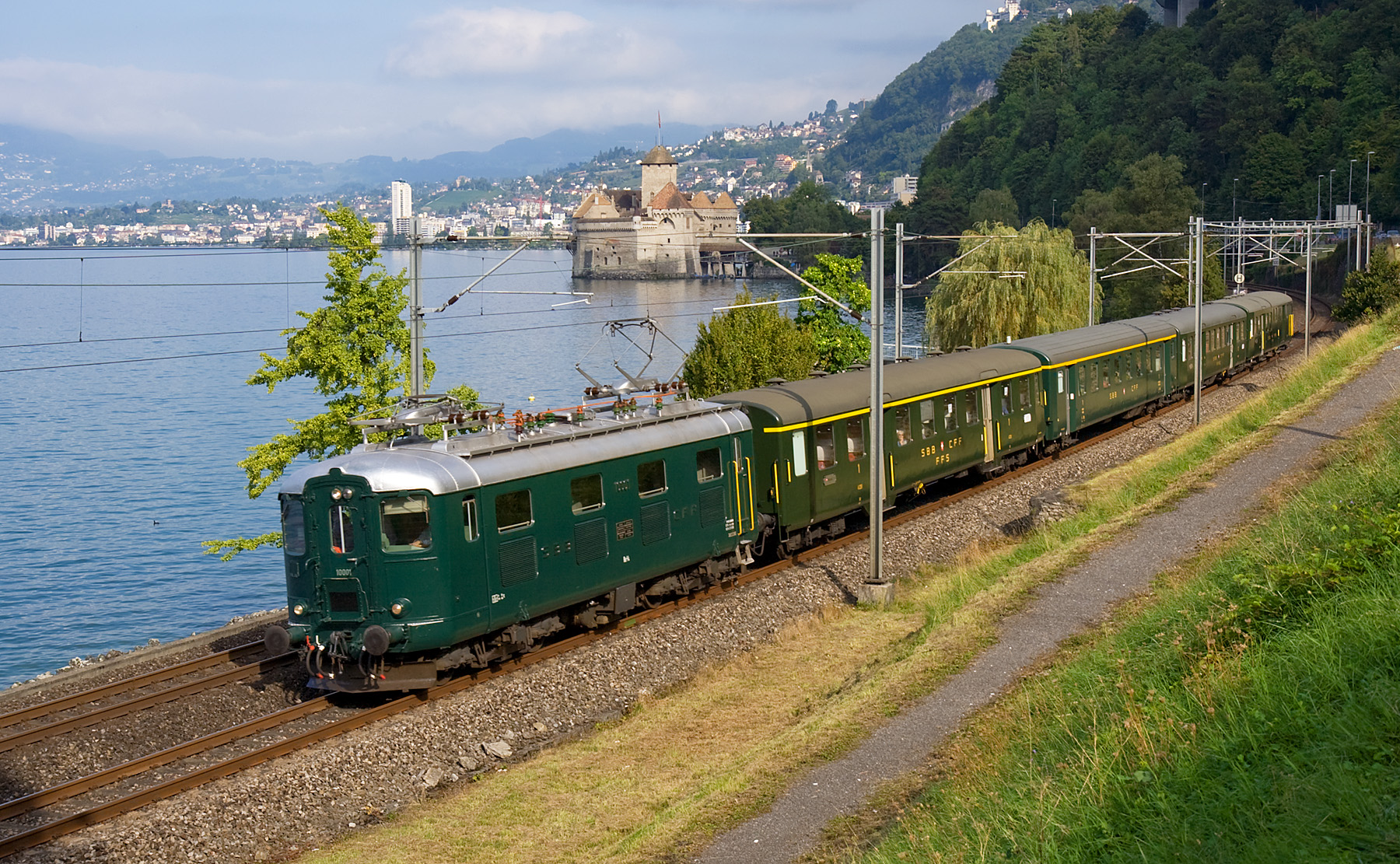

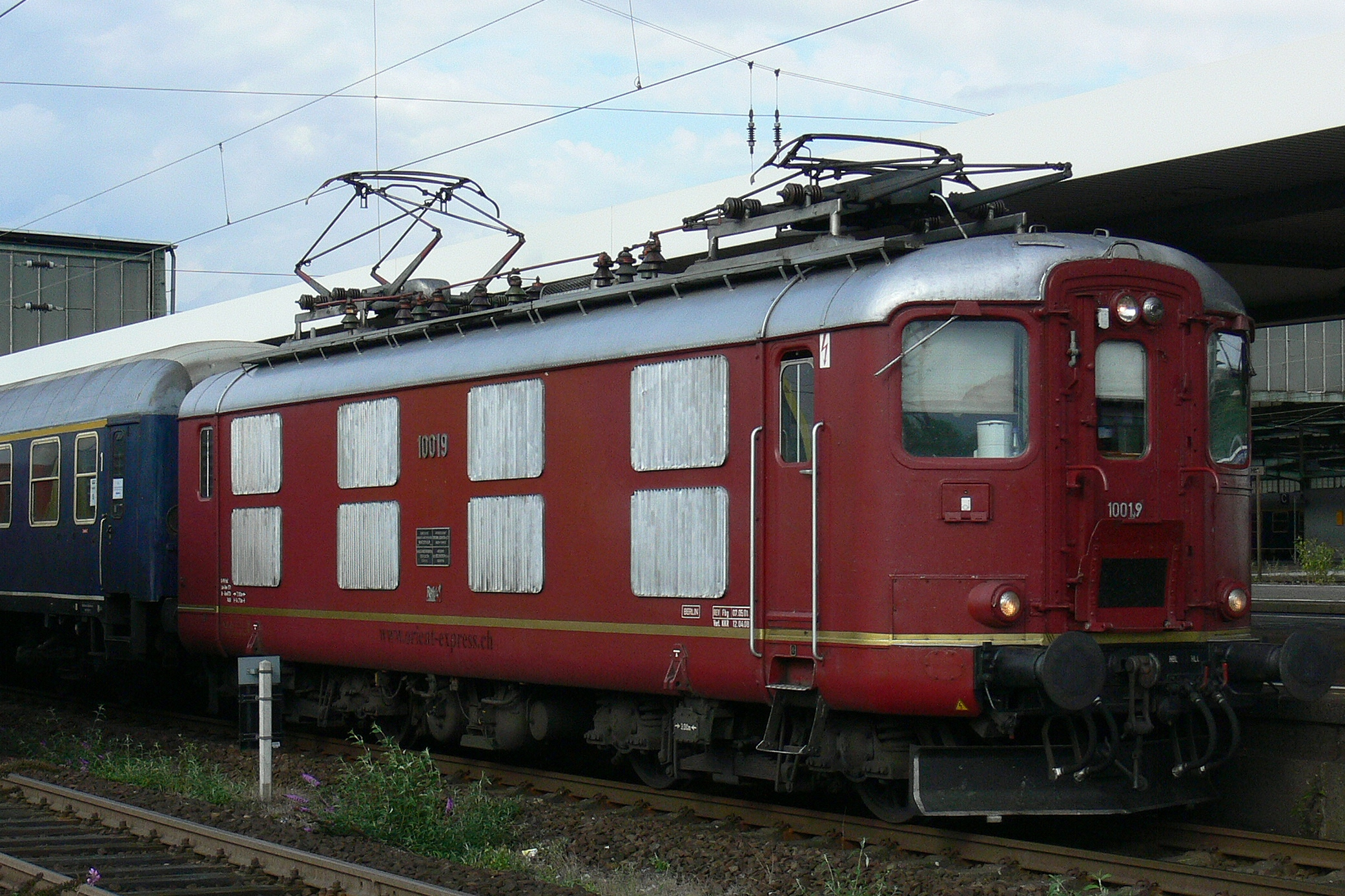
Re 4/4 I 10019

La fondation CFF Historic a préservé deux machines : la 10001 et la 10044.
La 10001 fut stationnée à :
- Berne en 1946 pour les premiers test.
- Zurich de 1946 à 1953
- Lucerne de 1953 à 1977
- Bellinzone de 1977 à 1994
- Olten de 1994 à

La 10044 fut stationnée à :
- Lausanne de 1950 à 1970
- Bienne de 1971 à 1976
- Berne de 1977 à 1981
- Lausanne de 1982 à 1998
- Rapperswil de 1998 à

| Images | Numéro | Mise en service | Retrait du service | Utilisateurs                                              | Remarques                     |
| ------ | ------ | --------------- | ------------------ | --------------------------------------------------------- | ----------------------------- |
|        | 10001  | 21.01.1946      | 06.02.1996         | CFF Historic                                              |                               |
|        | 10002  | 03.07.1946      | 30.09.1997         | Classic Rail AG                                           | Re 416 625                    |
|        | 10006  | 26.06.1946      | 30.04.1998         | Centralbahn AG                                            |                               |
|        | 10008  | 20.12.1946      | 30.04.1998         | Centralbahn AG                                            |                               |
|        | 10009  | 31.03.1947      | 31.05.1997         | Classic Rail AG                                           | Re 416 626                    |
|        | 10016  | 17.04.1947      | 31.05.1997         | VEhE (Verein Erhalt historische Elektrolokomotive Ae 6/6) | Re 416 627                    |
|        | 10019  | 19.10.1948      | 30.04.1998         | Centralbahn AG                                            |                               |
|        | 10032  | 02.09.1951      | 22.07.2004         | Trans-Europ-Eisenbahn AG                                  | Propriété privée              |
|        | 10034  | 25.07.1951      | 11.12.2004         | TEE Classics                                              | Livrée TEE, bordeaux et crème |
|        | 10039  | 22.01.1950      | 31.10.1997         | Classic Rail AG                                           | Re 416 628                    |
|        | 10042  | 24.08.1951      | 28.02.1997         | SwissTrain                                                |                               |
|        | 10044  | 30.08.1950      | 23.12.1997         | CFF Historic                                              |                               |
|        | 10046  | 13.12.1950      | 31.05.1997         | Thurbo                                                    |                               |

## Modélisme ferroviaire
Plusieurs fabricants de modèles réduits ferroviaires ont réalisé les deux séries de Re 4/4I à diverses échelles :
- Échelle HO (1/87e)
  - Kleinbahn
  - HAG
  - Lima
  - Märklin (voir la liste des Re 4/4 I)
- Échelle N (1/160e)
  - Kato/Hobbytrain

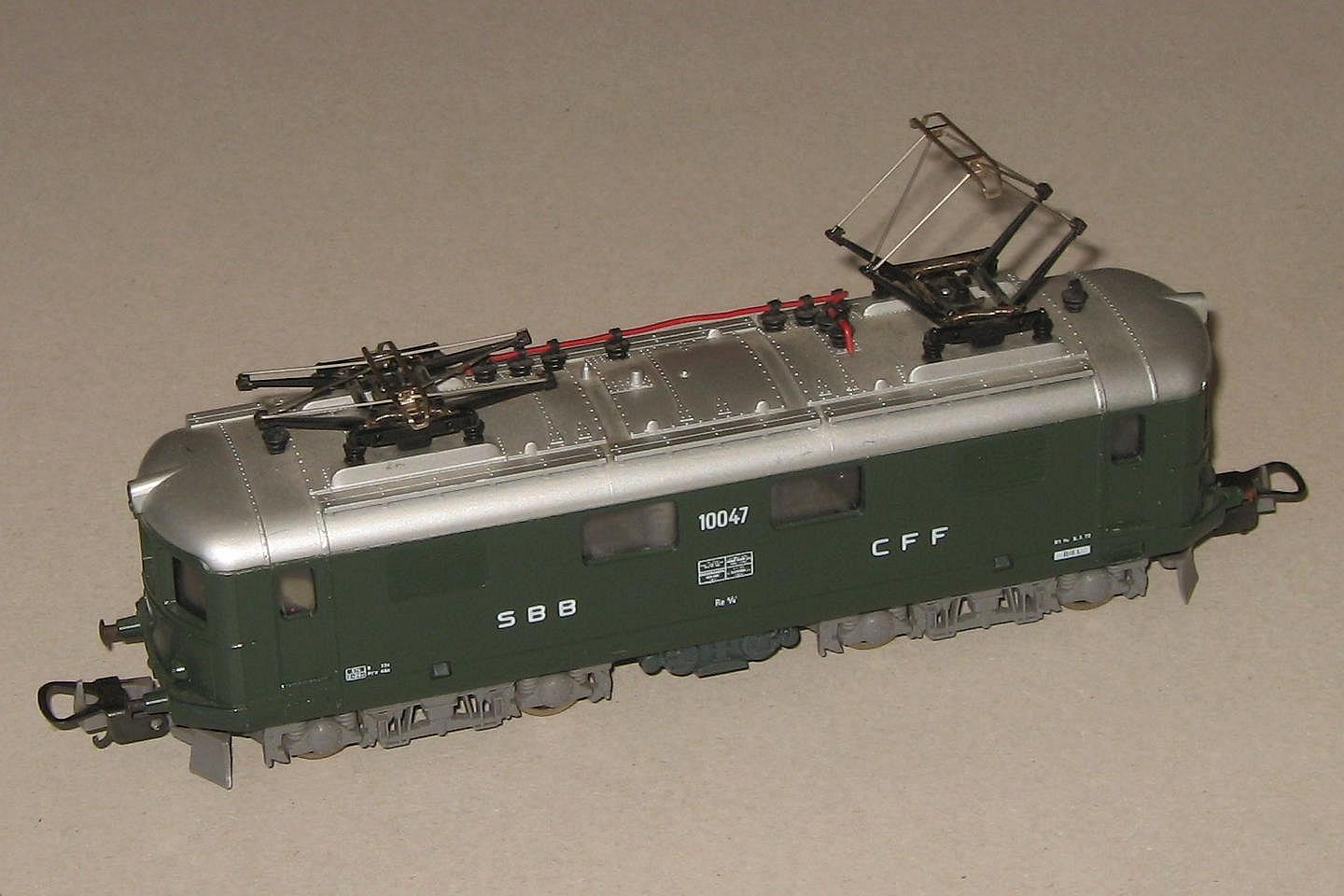
Lima SBB CFF FFS 10047
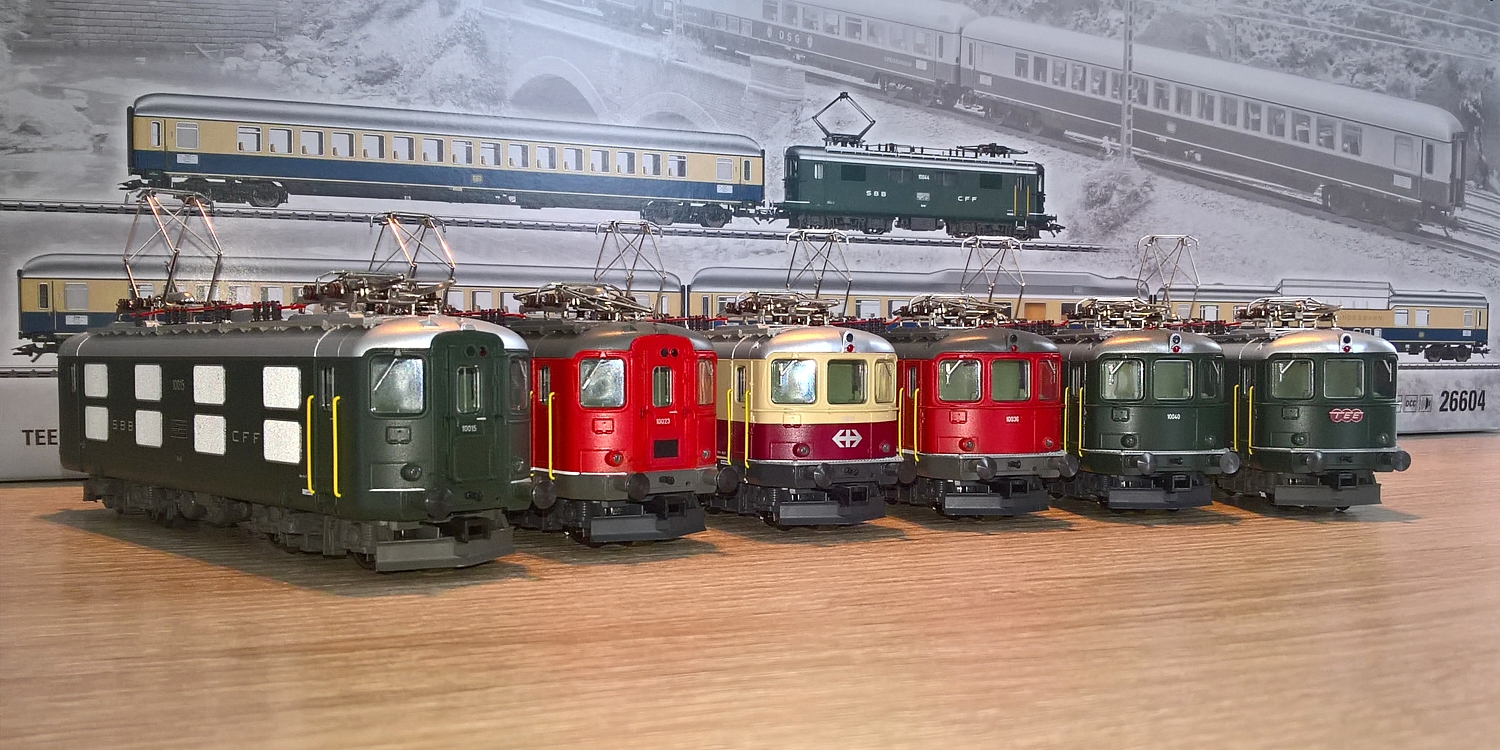
6 Re 4/4I produites par Märklin